# Bandera de Nigèria (1914–1960)
La bandera de Nigèria entre 1914 i 1960 fou un pavelló blau britànic amb una estrella de David verda envoltant una corona dels Tudor (més tard canviada per una corona de Sant Eduard el 1953) amb la paraula "Nigèria" escrita en blanc sota seu dins d'un disc vermell. Fou adoptada per la colònia i protectorat de Nigèria després de l'amalgamació del Protectorat de Nigèria del Sud i del Protectorat de Nigèria del Nord.